# Aki Takahashi
Aki Takahashi (jap. 高橋 アキ, Takahashi Aki; * 6. September 1944 in Kamakura) ist eine japanische Pianistin, die sich insbesondere als Interpretin der Neuen Musik einen Ruf machte, aber auch das Klavierwerk von Franz Schubert einspielte.

## Leben und Wirken
Takahashi stammt aus einer musikalischen Familie; ihr Vater war Musiklehrer; der Komponist Yūji Takahashi ist ihr älterer Bruder. Mit fünf Jahren begann ihre Mutter mit dem Klavierunterricht. Sie absolvierte ihre Instrumentalausbildung an der Tōkyō Geijutsu Daigaku mit einem Master.
In dieser Zeit hatte sie ihr Konzertdebüt mit der Aufführung von Musik von Tōru Takemitsu. 1970 spielte Takahashi spielte ihr erstes Solokonzert; sie ist seit Auftritten beim Pariser Festival dAutomne und bei den Berliner Festwochen 1972 weltweit aufgetreten. Ein durch ihren Mann, den Kunstkritiker Kuniharu Akiyama, angregter Konzertzyklus, bei dem sie die Klaviermusik von Erik Satie zwischen 1975 und 1977 in Tokio vorstellte, war Ausgangspunkt eines Satie-Booms in Japan; in der Folge spielte sie das gesamte Klavierwerk Saties ein.
Takahashis Begeisterung für Neue Musik weckte das Interesse vieler Komponisten: John Cage, Morton Feldman, Isang Yun, Akira Nishimura, Somei Satoh, Alvin Lucier, Peter Garland, Maki Ishii und Carl Stone haben Kompositionen für sie geschrieben. Weiterhin hat sie das Repertoire von Olivier Messiaen, Pierre Boulez, Iannis Xenakis, Giacinto Scelsi, Luciano Berio, Richard Teitelbaum, Tōru Takemitsu und Werke ihres Bruders interpretiert.
Ihre Interpretationen wurden mehrfach ausgezeichnet, u. a. mit dem Kenzo-Nakajima-Preis 1983, dem Kyoto Music Award 1986 und dem Großen Preis und 2008 dem Ehrenpreis des Japan Art Festival.